# Trinidad y Martín Vaz
Las islas de Trinidad y Martín Vaz (en portugués: Trindade e Martim Vaz) son un pequeño archipiélago de Brasil localizado 1200 km al este de la ciudad de Vitória en el océano Atlántico Sur, pertenece al estado de Espírito Santo. Las islas, con un área de 10,4 km², están deshabitadas, a excepción de una guarnición de la Armada Brasileña, de 32 integrantes. El grupo se compone de la isla Trinidad (Ilha Trindade), lejos la mayor isla con un área de 10.1 km², y las islas de Martín Vaz (Ilhas de Martim Vaz), 47 km al este, con una área de solo 0.3 km² (30 ha), conformadas a su vez por cuatro islas. La distancia que separa Trinidad de las islas de Martín Vaz es de 30 km.

## Características

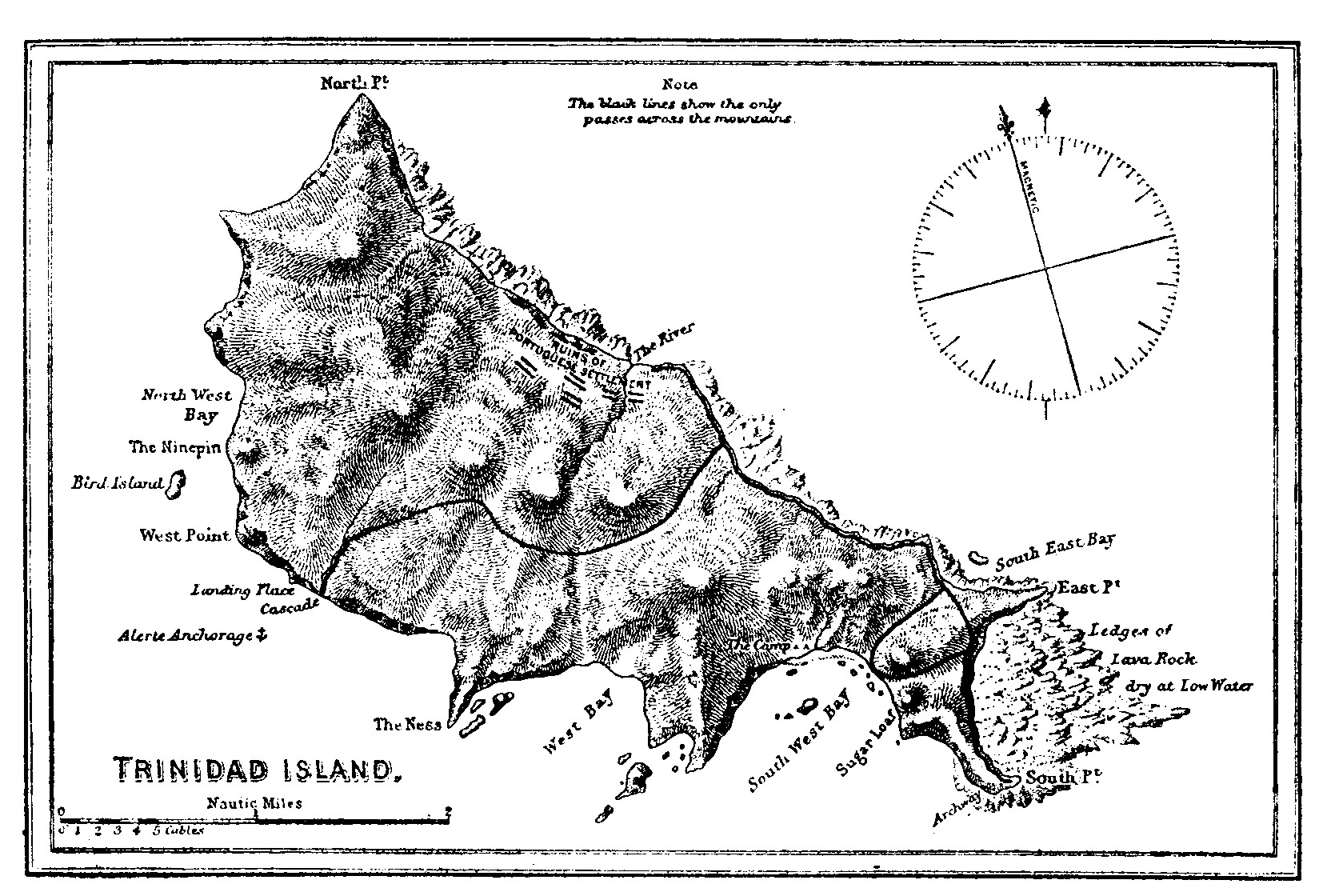
Mapa del libro The Cruise of the Alerte.

El pequeño asentamiento de la Marina Brasileña se ubica en el este de isla Trinidad, en Enseada dos Portugueses, con una guarnición naval de 32 efectivos. Es la localidad más remota del Brasil, situado a 1025 km de la guarnición naval de la isla Santa Bárbara.
Las islas son de origen volcánico, de terreno abrupto. Son mayoritariamente terrenos baldíos, excepto la parte sur de Trinidad. Fueron descubiertas en 1502 por el navegante gallego João da Nova y pertenecieron a Portugal hasta la independencia de Brasil. De 1890 a 1896, Trinidad fue ocupada por el Reino Unido
Las islas alcanzan una altitud máxima de seiscientos metros sobre el nivel del mar en Trinidad. Esta isla cuenta con numerosos centros volcánicos. La actividad volcánica más reciente ocurrió hace unos 50.000 años en el volcán Rompeolas en el punto más al sureste de la isla. Esta actividad consistió en flujo piroclástico que se acumuló en un cono de cenizas. Cuenta con mucho sílice, rocas piroclásticas y restos de volcanes.
En las islas hay 124 especies de plantas vasculares, catorce de las cuales son endémicas.
Las islas de Martín Vaz son el punto más oriental del continente, siendo uno de los dos primeros lugares del continente en ver pasar el amanecer y la puesta del sol.

## Islas
Las islas individuales con sus respectivas ubicaciones son las siguientes:
- Isla de Trinidad, 20°31′30″S 29°19′30″O / -20.52500, -29.32500
- Islas de Martín Vaz, 20°30′00″S 28°51′00″O / -20.50000, -28.85000
  - Ilha do Norte, 20°30′00″S 28°51′00″O / -20.50000, -28.85000, 300 m al NNW de Ilha da Racha, 75 m s. n. m. de altitud máxima.
  - Ilha da Racha (Ilha Martim Vaz), 20°30′18″S 29°20′42″O / -20.50500, -29.34500, 175 m de altitud máxima, cerca de la punta noroeste.
  - Ilote de Angulha, una roca plana circular, a 200 m de la punta noroeste de Ilha da Racha, 60 m de altura.
  - Ilha do Sul, 20°31′00″S 28°51′00″O / -20.51667, -28.85000, 1600 m al sur de Ilha da Racha. Es un pináculo rocoso. Ilha do Sul es el punto más al este de Brasil.

## Historia
Las islas de Trinidad y Martín Vaz fueron descubiertas en 1502 por navegantes portugueses y, junto con Brasil, formó parte de los dominios de ultramar de Portugal.
De los muchos visitantes que ha tenido la isla, el más célebre ha sido el astrónomo inglés Edmund Halley, quien tomó posesión de la isla en nombre de la Corona británica en 1700.
Varios importantes exploradores británicos hicieron escala en la isla de Trinidad en sus viajes hacia el Sur. De entre ellos destacan James Clark Ross quien pasó un día en la isla en 1839 en su viaje hacia la Antártida o Scott en 1901 con el Discovery en su primer viaje a la Antártida (la segunda expedición también haría escala en la isla en 1913, con el Terra Nova, pero sin Scott a bordo).
En 1895, el Reino Unido trató nuevamente de tomar posesión de esta estratégica posición en el Atlántico. Sin embargo, los esfuerzos diplomáticos de Brasil, junto con el apoyo de Portugal, restituyeron la isla Trinidad a la soberanía brasileña.
Para dejar en claro la soberanía de las islas, que ahora forman parte del estado de Espírito Santo, un monumento fue construido el 24 de enero de 1897. Actualmente, el control de Brasil sobre estas islas se lleva a cabo mediante la presencia de una base de la Marina Brasileña en la isla principal.